# Fernando de Aragón y Moncada
Fernando de Aragón y Moncada (Madrid, 30 de octubre de 1644-Madrid, 11 de noviembre de 1713), VIII duque de Montalto, de Bivona y príncipe de Paternò, fue un noble, militar y hombre de estado español.

## Biografía
Hijo de Luis Guillermo de Moncada y Aragón, virrey de Cerdeña y de Valencia, de quien heredó en 1672 los títulos de duque de Montalto, de Bivona y príncipe de Paternò, y de Catalina de Moncada, hija a su vez del marqués de Aytona Francisco de Moncada. Por su matrimonio con María Teresa Fajardo, VII marquesa de los Vélez, unió a su nobleza la Grandeza de España; el matrimonio tuvo una única hija, Catalina de Moncada y Aragón.
Fue comendador de Silla y Benasal en la orden de Montesa, capitán general de la caballería en Flandes, gentilhombre de cámara de Carlos II, consejero de estado y de guerra, presidente del Consejo de Indias y del Consejo de Aragón. A la muerte del rey fue uno de los integrantes de la junta de gobierno del reino hasta la llegada de Felipe V, quien tras tomar posesión del trono español, le confirmó en el Consejo de Estado.

| Predecesor: Fernando Joaquín Fajardo, marqués de los Vélez | Presidente del Consejo de Indias Octubre de 1693 - octubre de 1695 | Sucesor: José de Solís Valderrábano, conde de Montellano   |
| Predecesor: Gaspar Téllez-Girón, duque de Osuna            | Presidente del Consejo de Aragón 1695 - 1698                       | Sucesor: Rodrigo Manuel Manrique de Lara, conde de Aguilar |